# Agrias eleonora
Agrias eleonora är en fjärilsart som beskrevs av Hans Fruhstorfer 1895. Agrias eleonora ingår i släktet Agrias och familjen praktfjärilar. Inga underarter finns listade i Catalogue of Life.